# Эриво, Синтия
Си́нтия Эри́во (англ. Cynthia Erivo; род. 8 января 1987) — британская певица и актриса, лауреат премий «Тони» (2016), «Эмми» (2016) и «Грэмми» (2017).

## Биография

### Происхождение и образование
Эриво родилась в Южном Лондоне, Великобритания, куда родители Эриво эмигрировали, спасаясь от Гражданской войны в Нигерии. Отец бросил семью и Эриво вдвоём с младшей сестрой воспитала мать-одиночка, работавшая медсестрой. 
Училась в католической школе для девочек, пела в церковном хоре. В 2004 году поступила на музыкальный факультет Университета Восточного Лондона, но после года обучения музыке решила стать актрисой. В 2005 году поступила в Королевскую академию драматического искусства, которую окончила в 2010 году и получила степень бакалавра искусств.

### Карьера
В 2011 году дебютировала на профессиональной сцене в Королевском Театре Стратфорда. В 2012 году дебютировала на британском телевидении исполнив эпизодические роли в ситкомах. В 2013 году Эриво сыграла роль Селии в Лондонской версии мюзикла «Цветы лиловые полей», а перед этим играла в британском турне мюзикла «Действуй, сестра». В 2014 году она записала одну из песен к американскому фильму «За кулисами».
В 2015 году Эриво отправилась в США, где дебютировала на бродвейской сцене с ролью Селии в новой версии мюзикла «Цветы лиловые полей» с Дженнифер Хадсон в роли Шуг Эвери и Даниэль Брукс в роли Софии. Роль принесла ей ряд наград, включая «Тони» за лучшую женскую роль в мюзикле.
В 2019 году Эриво сыграла Гарриет Табмен в фильме «Гарриет», за который была номинирована на премии «Оскар», «Золотой глобус» и премию Гильдии киноактёров США.
В 2025 году была номинирована на Оскар за лучшую женскую роль Эльфабады в фильме «Злая: Сказка о ведьме Запада».
В 2025 году стало известно, что актриса сыграет главную роль в мюзикле «Иисус Христос — Суперзвезда» режиссёра Серхио Трухильо. Летом 2025 года Синтия Эриво начала гастроли в группе совместно с британскими и американскими артистами и музыкантами в роли Иисуса Христа в новой версии рок-оперы Jesus Christ Superstar. В частности во время гастролей по Америке Синтия Эриво в опере Jesus Christ Superstar выступает три вечера подряд на главной концертной сцене Калифорнии — Hollywood Bowl.

## Личная жизнь
Эриво является католичкой. Она идентифицирует себя как
квир и бисексуалка.
В 2024 году Эриво была назначена вице-президентом своего Альма-матер — Королевской академии драматического искусства.

## Фильмография
| Год       |    | Русское название                    | Оригинальное название           | Роль                 |
| --------- | -- | ----------------------------------- | ------------------------------- | -------------------- |
| 2015      | с  | Жевательная резинка                 | Chewing Gum                     | Магдален             |
| 2016      | с  | Мистер Селфридж                     | Mr Selfridge                    | Альберта Хантер      |
| 2016      | с  | Туннель                             | The Tunnel                      | Мел                  |
| 2017—2019 | с  | Брод Сити                           | Broad City                      | Лиза                 |
| 2018      | ф  | Вдовы                               | Widows                          | Белль                |
| 2018      | ф  | Ничего хорошего в отеле «Эль Рояль» | Bad Times at the El Royale      | Дарлин Свит          |
| 2018      | мс | Босс-молокосос: Снова в деле        | The Boss Baby: Back in Business | генеральный директор |
| 2019      | ф  | Гарриет                             | Harriet                         | Гарриет / Минди      |
| 2020      | с  | Чужак                               | The Outsider                    | Холли Гибни          |
| 2020      | с  | Гений                               | Genius                          | Арета Франклин       |
| 2021      | ф  | Поступь хаоса                       | Chaos Walking                   | Хильди               |
| 2022      | ф  | Пиноккио                            | Pinocchio                       | Голубая фея          |
| 2023      | ф  | Лютер: Павшее солнце                | Luther: The Fallen Sun          | Одетт Рейн           |
| 2024      | ф  | Злая: Сказка о ведьме Запада        | Wicked                          | Эльфаба              |
| 2025      | ф  | Злая: Навсегда                      | Wicked: For Good                | Эльфаба              |

## Награды и номинации
| Премия                                      | Год  | Фильм / Сериал                      | Категория                                             | Результат |
| ------------------------------------------- | ---- | ----------------------------------- | ----------------------------------------------------- | --------- |
| Оскар                                       | 2020 | Гарриет                             | Лучшая женская роль                                   | Номинация |
| Оскар                                       | 2020 | «Stand Up» (из фильма «Гарриет»)    | Лучшая песня к фильму                                 | Номинация |
| Золотой глобус                              | 2020 | Гарриет                             | Лучшая женская роль — драма                           | Номинация |
| Золотой глобус                              | 2020 | Гарриет                             | Лучшая песня                                          | Номинация |
| Эмми                                        | 2017 | The Color Purple                    | Выдающееся музыкальное исполнение в дневной программе | Победа    |
| Тони                                        | 2016 | The Color Purple                    | Лучшая женская роль в мюзикле                         | Победа    |
| Драма Деск                                  | 2016 | The Color Purple                    | Лучшая актриса в мюзикле                              | Победа    |
| Театральный мир                             | 2016 | The Color Purple                    | Выдающийся дебют на Бродвее                           | Победа    |
| Премия Лиги Драмы                           | 2016 | The Color Purple                    | Выдающееся исполнение роли                            | Номинация |
| Грэмми                                      | 2017 | The Color Purple                    | Лучший альбом музыкального театра                     | Победа    |
| Грэмми                                      | 2020 | «Stand Up» (из фильма «Гарриет»)    | Лучшая песня, написанная для визуальных медиа         | Номинация |
| BAFTA                                       | 2019 | н/д                                 | Восходящая звезда                                     | Номинация |
| Премия Гильдии киноактёров США              | 2020 | Гарриет                             | Лучшая женская роль                                   | Номинация |
| Выбор критиков                              | 2020 | Гарриет                             | Лучшая актриса                                        | Номинация |
| Выбор критиков                              | 2020 | «Stand Up» (из фильма «Гарриет»)    | Лучшая песня                                          | Номинация |
| Выбор телевизионных критиков                | 2021 | Чужак                               | Лучшая актриса второго плана в драматическом сериале  | Номинация |
| Премия NAACP Image                          | 2020 | «Stand Up» (из фильма «Гарриет»)    | Выдающаяся традиционная песня                         | Номинация |
| Премия NAACP Image                          | 2020 | Гарриет                             | Выдающаяся актриса                                    | Номинация |
| Премия NAACP Image                          | 2020 | Гарриет                             | Выдающийся актёрский прорыв                           | Номинация |
| Премия NAACP Image                          | 2020 | Гарриет                             | Выдающийся актёрский ансамбль                         | Номинация |
| Международный кинофестиваль в Палм Спрингс  | 2020 | Гарриет                             | Актерский прорыв                                      | Победа    |
| Международный кинофестиваль в Санта Барбаре | 2020 | Гарриет                             | «Премия Виртуозо»                                     | Победа    |
| Спутник                                     | 2020 | Гарриет                             | Лучшая женская роль — драма                           | Номинация |
| Лондонский кружок кинокритиков              | 2020 | Гарриет                             | Лучшая британская актриса                             | Победа    |
| Лондонский кружок кинокритиков              | 2019 | Ничего хорошего в отеле «Эль Рояль» | Лучшая актриса второго плана                          | Номинация |
| Сатурн                                      | 2019 | Ничего хорошего в отеле «Эль Рояль» | Лучшая актриса второго плана                          | Номинация |
| Hollywood Awards                            | 2019 | Гарриет                             | Актерский прорыв                                      | Победа    |
| Hollywood Music in Media Awards             | 2019 | «Stand Up» (из фильма «Гарриет»)    | Лучшая оригинальная песня — полнометражный фильм      | Победа    |